# Lupo Hernández Rueda
Lupo Hernández Rueda (* 29. Juli 1930 in Santo Domingo; † 22. Oktober oder 23. Oktober 2017 ebenda) war ein dominikanischer Lyriker, Essayist, Jurist und Hochschullehrer.
Hernández studierte Jura an der Universidad Autónoma de Santo Domingo und erhielt dort 1954 den Doktortitel. Er leitete die Asociación Dominicana de Derecho del Trabajo y de Seguridad Social und die Escuela de Relaciones Laborales an der Universidad Nacional Pedro Henríquez Ureña. 1983 absolvierte er in Italien, der Schweiz und Spanien ein Postgraduiertenstudium in vergleichendem Arbeitsrecht. Er erhielt mehrere Ehrendoktortitel: 1991 von der Universidad Interamericana, 1998 von der Universidad Central del Este (UCE) und der Universidad Nacional Pedro Henríquez Ureña (UNPHU) und 2004 von der Universidad Tecnológica de Santiago (UTESA).
Fünfmal wurde Hernández mit dem Nationalpreis für Lyrik ausgezeichnet, für die Schrift La generación del 48 en la literatura dominicana erhielt er den Nationalpreis für Essayistik und 1998 den Nationalpreis für Literatur. Er war Mitglied der Academia Dominicana de la Lengua. Mit Luis Alfredo Torres und Juan Alberto Peña Lebrón gründete er die Literaturzeitschrift Testimonio, außerdem war er Mitherausgeber der Sammlung Silbo Vulnerado. Neben juristischen Fachbüchern gab er zwei Sammlungen zeitgenössischer dominikanischer Lyrik heraus.

## Werke
- Muerte y memoria. 1960 Arte y Cine, 1963
- Crónica del Sur. 1965
- Por ahora: antología poética (Colección Contemporáneos.) Universidad Católica Madre y Maestra 1975
- Manual de derecho dominicano de trabajo. Editora Cultural Dominicana, 1974
- Estudios de derecho de trabajo. Universidad Central del Este, 1982
- Con el pecho alumbrado: poemas, 1987. Corripio, 1988
- Como naciendo aún. Departamento de Cultura y Publicaciones, Universidad Interamericana, 1994
- La seguridad social en Santo Domingo. Instituto de Estudios del Trabajo, 1996
- La generación del 48 en la literatura dominicana. Ediciones El Pez Rojo, 1996
- La negociación colectiva en Santo Domingo. Fundación Institucionalidad y Justicia, 1998
- La historia. Comisión Permanente Feria Nacional del Libro, 1998
- Código de trabajo anotado. Instituto de Estudios del Trabajo, 2002
- Manual de derecho del trabajo. Dalis 2011